# Wurfrahmen 40

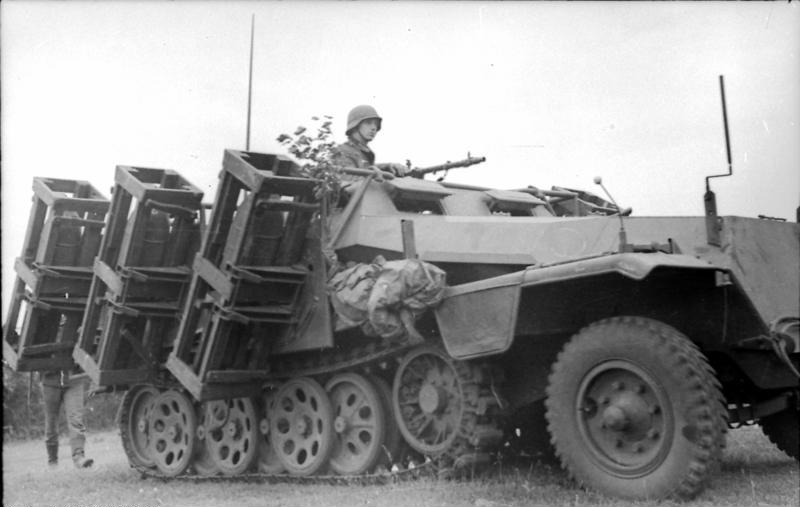
Wurfrahmen 40

Wurfrahmen 40 byl německý raketomet, nasazený ve druhé světové válce. Buď se jednalo o kombinaci raketometů na kolopásu SdKfz 251, na francouzském kořistním tanku Hotchkiss H35 nebo na francouzském kořistním tančíku Renault 31R.